# SkySpark
Il DigiSky SkySpark è un velivolo ultraleggero sperimentale, monomotore monoposto, monoplano ad ala bassa equipaggiato con un motore elettrico sviluppato dall'azienda italiana DigiSky in collaborazione con la Alpi Aviation nei tardi anni duemila.
Concretizzazione di un progetto tecnologico promosso dall'astronauta Maurizio Cheli, fondatore con Paolo Pari della società DigiSky insediata presso l'incubatore del Politecnico di Torino che prevede la realizzazione di un velivolo ecologico interamente elettrico, fu in grado di conquistare, il 12 giugno 2009, un primato mondiale di velocità e durata per classe di appartenenza.

## Storia
Il progetto di ricerca nasce il 1º settembre 2007, e deriva da un progetto precedente, HySky, che aveva testato la fattibilità della propulsione aerea elettrica a celle di combustibile, grazie ad un primo prototipo che aveva raggiunto i 5000 metri di quota grazie a celle a combustibile da 1 kW.
Promosso dal Dipartimento di Ingegneria Aeronautica e Spaziale del Politecnico di Torino, il progetto viene sviluppato da DigiSky, una startup nata dal politecnico stesso, per l'applicazione in volo delle soluzioni ideate.
Il velivolo scelto è un Pioneer 300, offerto da Alpi Aviation come banco di prova. Si tratta di un mezzo con telaio in legno, leggero, diffuso e facilmente adattabile alla sperimentazione dei nuovi impianti.
Altri partner tecnici, quali Sparco, SICME motori, e il Politecnico di Torino si aggiungono all'impresa nel corso del 2008.
Tra il marzo 2008 e l'ottobre dello stesso anno vengono completate le prove a terra dell'equipaggiamento, e nel gennaio 2009 viene completata l'integrazione dei sistemi tecnici sul velivolo di test. L'aereo viene alleggerito, e il posto passeggero convertito a spazio di carico per le celle a combustibile.
Il 28 gennaio 2009 l'aereo viene presentato in una conferenza stampa della Regione Piemonte, contestualmente all'annuncio del tentativo di record mondiale di velocità e durata per ultraleggeri elettrici.
L'aereo è modificato con l'aggiunta di un nuovo inverter e nuovi software di controllo, grazie all'entrata tra i partner tecnici di Magneti Marelli.
Dopo un primo volo sperimentale il 10 giugno 2009 nell'ambito della manifestazione World Air Games, il 12 giugno è stato effettuato il primo tentativo di record sulla distanza di 8 miglia nautiche, conclusosi con il superamento della soglia dei 250 km/h e il conseguimento del record.

## Descrizione tecnica
Lo SkySpark è un velivolo ultraleggero monomotore monoposto monoplano ad ala bassa mosso da un motore elettrico da 75 kVA, alimentato inizialmente con una batteria di celle al litio-ioni-polimeri da 7,5 kWh.  Nella seconda fase il progetto prevede la sostituzione della batterie con celle a combustibile idrogeno gassoso tipo PEM da 60 kW. Il progetto è stato sostenuto dalla Regione Piemonte, nell'ambito del progetto di sviluppo del distretto tecnologico aerospaziale. La stessa società promotrice è il frutto dell'acceleratore di impresa del Politecnico di Torino e del suo gruppo di ricerca, guidato dal Prof. Paolo Maggiore, del Dipartimento di Ingegneria Aeronautica e Spaziale.

### Rassegna Stampa
- LaStampa [collegamento interrotto], su archivio.lastampa.it.
- Sole24ore, su matteovannucchi.nova100.ilsole24ore.com. URL consultato il 15 gennaio 2010 (archiviato dall'url originale il 5 marzo 2009).
- Corriere della Sera, su archiviostorico.corriere.it.
- Treehugger, su treehugger.com. URL consultato il 15 gennaio 2010 (archiviato dall'url originale il 16 gennaio 2010).
- Aeromedia, su aeromedia.it.